# Elven

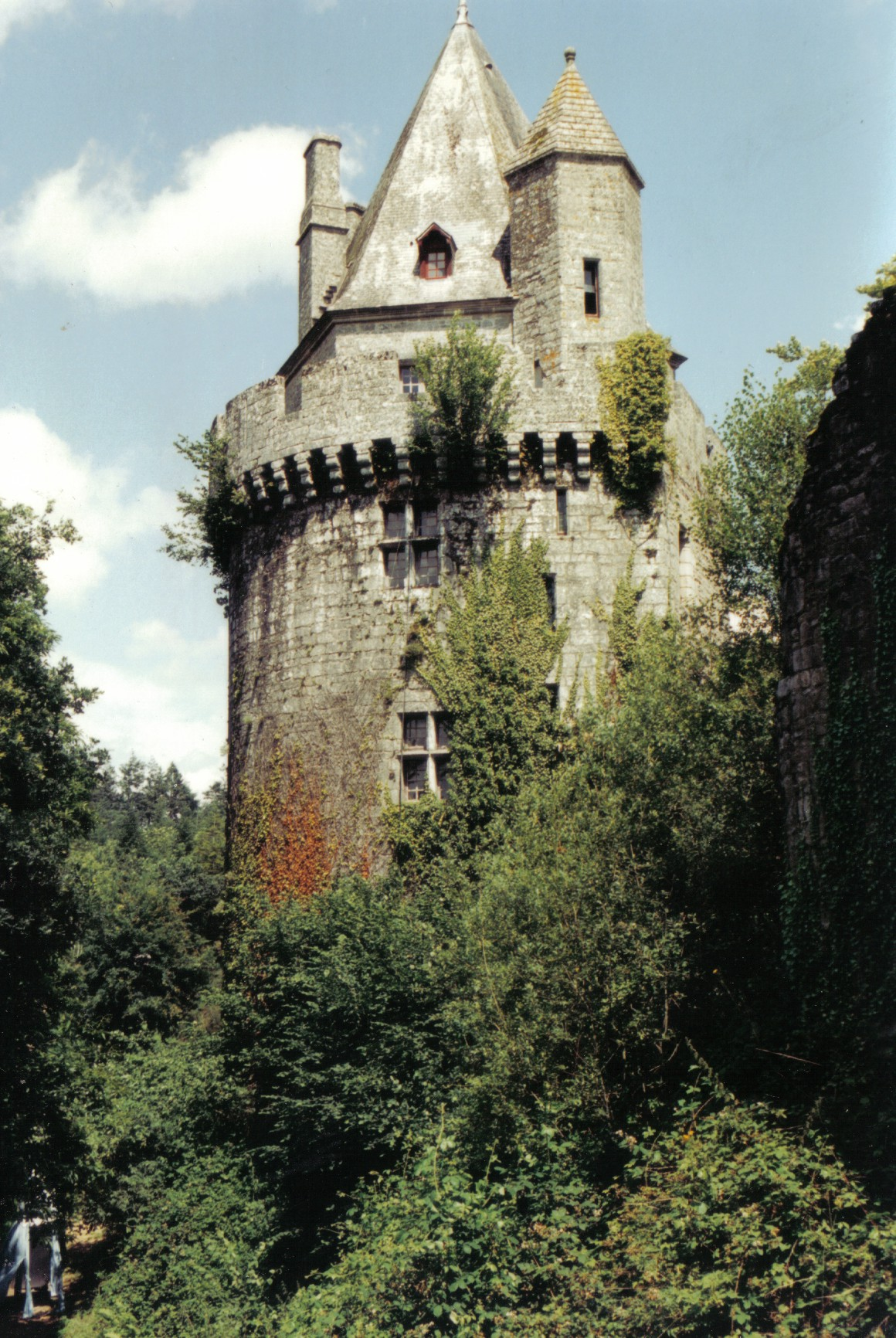
Torre di Elven

Elven (in bretone: An Elven) è un comune francese di 5 194 abitanti situato nel dipartimento del Morbihan nella regione della Bretagna.

## Società

### Evoluzione demografica
Abitanti censiti